# ECHL 2020/21
Die Saison 2020/21 war die 33. Spielzeit der ECHL. Sie begann am 11. Dezember 2020 und endete am 2. Juli 2021 mit dem Kelly-Cup-Gewinn der Fort Wayne Komets. Sie war ebenso wie die abgebrochene Vorsaison 2019/20 maßgeblich von der anhaltenden COVID-19-Pandemie beeinflusst. Von den 26 Teams des Vorjahres nahmen an dieser Spielzeit nur 14 Mannschaften teil, die in zwei Conferences eingeteilt wurden. Initial sollten alle Teams die üblichen 72 Partien bestreiten, was letztlich aufgrund COVID-19-bedingter Spielabsagen nicht für alle Mannschaften realisiert wurde.

## Änderungen
Die folgenden zwölf Mannschaften pausierten freiwillig in der Spielzeit 2020/21. Die Brampton Beast verkündeten darüber hinaus im Februar 2021, ihren Spielbetrieb endgültig einzustellen.
- Adirondack Thunder
- Atlanta Gladiators
- Brampton Beast
- Cincinnati Cyclones
- Idaho Steelheads
- Kalamazoo Wings
- Maine Mariners
- Newfoundland Growlers
- Norfolk Admirals
- Reading Royals
- Toledo Walleye
- Worcester Railers

Das Format der Playoffs um den Kelly Cup wurde ebenfalls verändert. Wie im Februar 2021 angekündigt qualifizierten sich aus jeder der beiden Conferences die besten vier Teams, wobei die Platzierungen anhand der Punktquote, dem Anteil von erspielten Punkten an den maximal möglichen Punkten, bestimmt wurde. Anschließend spielte in jeder Conference der Erste gegen den Vierten sowie der Zweite gegen den Dritten, bevor im Conference-Finale die Endspielteilnahme ausgespielt wurde. Alle drei Playoff-Runden wurden dabei im Best-of-Five-Modus ausgetragen, wobei das höher gesetzte Team wählen konnte, ob es in den ersten zwei oder den letzten drei Spielen Heimrecht haben möchte.

## Reguläre Saison
| Wheeling |

| Florida |

| Greenville |

| Orlando |

| South Carolina |

| Fort Wayne |

| Indy |

| Jacksonville |

| Utah |

| Kansas City |

| Rapid City |

| Allen |

| Tulsa |

| Wichita |

### Abschlusstabellen
Abkürzungen: GP =Spiele, W =Siege, L =Niederlagen, OTL =Niederlage nach Overtime, SOL =Niederlage nach Shootout, GF =Erzielte Tore, GA =Gegentore, Pts =Punkte, Pts% =Punktquote
Erläuterungen: Playoff-Qualifikation, Henry-Brabham-Cup-Sieger

#### Eastern Conference
|                          | GP | W  | L  | OTL | SOL | GF  | GA  | Pts | Pts% |
| ------------------------ | -- | -- | -- | --- | --- | --- | --- | --- | ---- |
| Florida Everblades       | 69 | 42 | 19 | 5   | 3   | 233 | 193 | 92  | .667 |
| Greenville Swamp Rabbits | 72 | 38 | 19 | 12  | 3   | 210 | 204 | 91  | .632 |
| Indy Fuel                | 69 | 37 | 24 | 8   | 0   | 204 | 199 | 82  | .594 |
| South Carolina Stingrays | 70 | 34 | 23 | 10  | 3   | 216 | 212 | 81  | .579 |
| Orlando Solar Bears      | 72 | 36 | 29 | 6   | 1   | 218 | 232 | 79  | .549 |
| Jacksonville Icemen      | 71 | 34 | 30 | 3   | 4   | 205 | 212 | 75  | .528 |
| Wheeling Nailers         | 68 | 22 | 39 | 6   | 1   | 196 | 241 | 51  | .375 |

#### Western Conference
|                       | GP | W  | L  | OTL | SOL | GF  | GA  | Pts | Pts% |
| --------------------- | -- | -- | -- | --- | --- | --- | --- | --- | ---- |
| Allen Americans       | 72 | 45 | 23 | 3   | 1   | 236 | 196 | 94  | .653 |
| Wichita Thunder       | 71 | 41 | 22 | 6   | 2   | 218 | 190 | 90  | .634 |
| Fort Wayne Komets     | 51 | 29 | 17 | 3   | 2   | 170 | 136 | 63  | .618 |
| Utah Grizzlies        | 72 | 35 | 26 | 5   | 6   | 207 | 219 | 81  | .563 |
| Tulsa Oilers          | 72 | 30 | 28 | 11  | 3   | 180 | 203 | 74  | .514 |
| Kansas City Mavericks | 72 | 31 | 31 | 8   | 2   | 205 | 226 | 72  | .500 |
| Rapid City Rush       | 71 | 32 | 35 | 3   | 1   | 197 | 232 | 68  | .479 |

### Beste Scorer
Abkürzungen: GP = Spiele, G = Tore, A = Assists, Pts = Punkte, +/− = Plus/Minus, PIM = Strafminuten; Fett: Saisonbestwert
| Spieler            | Team                     | GP | G  | A  | Pts | +/− | PIM |
| ------------------ | ------------------------ | -- | -- | -- | --- | --- | --- |
| Aaron Luchuk       | Orlando Solar Bears      | 72 | 28 | 46 | 74  | −6  | 16  |
| Anthony Beauregard | Wichita Thunder          | 62 | 22 | 49 | 71  | +27 | 48  |
| John McCarron      | Florida Everblades       | 66 | 31 | 37 | 68  | +29 | 96  |
| Peter Quenneville  | Rapid City Rush          | 68 | 28 | 40 | 68  | −4  | 20  |
| Les Lancaster      | Allen Americans          | 72 | 26 | 38 | 64  | +4  | 62  |
| Tristan Langan     | Orlando Solar Bears      | 72 | 28 | 35 | 63  | +9  | 66  |
| Corey Mackin       | Allen Americans          | 67 | 30 | 32 | 62  | −1  | 12  |
| Tyler Coulter      | Rapid City Rush          | 68 | 23 | 38 | 61  | −3  | 52  |
| Brodie Reid        | Kansas City Mavericks    | 60 | 25 | 35 | 60  | −13 | 14  |
| Cole Ully          | South Carolina Stingrays | 55 | 24 | 36 | 60  | −3  | 16  |

### Beste Torhüter
Die kombinierte Tabelle zeigt die jeweils drei besten Torhüter in den Kategorien Gegentorschnitt und Fangquote sowie die jeweils Führenden in den Kategorien Shutouts und Siege.
Abkürzungen: GP = Spiele, TOI = Eiszeit (in Minuten), W = Siege, L = Niederlagen, OTL = Overtime-Niederlagen, GA = Gegentore, SO = Shutouts, Sv% = gehaltene Schüsse (in %), GAA = Gegentorschnitt; Fett: Saisonbestwert
Es werden nur Torhüter erfasst, die mindestens 1440 Minuten absolviert haben. Sortiert nach bestem Gegentorschnitt.
| Spieler         | Team                                              | GP | TOI  | W  | L  | OTL | GA  | SO | Sv%  | GAA  |
| --------------- | ------------------------------------------------- | -- | ---- | -- | -- | --- | --- | -- | ---- | ---- |
| Evan Buitenhuis | Utah Grizzlies Florida Everblades Wichita Thunder | 27 | 1492 | 16 | 6  | 4   | 57  | 3  | 93,1 | 2,29 |
| Jake Paterson   | Allen Americans                                   | 27 | 1639 | 18 | 6  | 2   | 63  | 3  | 92,7 | 2,31 |
| Roman Durný     | Tulsa Oilers                                      | 26 | 1504 | 14 | 7  | 4   | 58  | 1  | 91,6 | 2,31 |
| Jake Hildebrand | Florida Everblades                                | 40 | 1518 | 23 | 10 | 5   | 95  | 2  | 92,3 | 2,40 |
| Ryan Bednard    | Greenville Swamp Rabbits                          | 35 | 2074 | 20 | 6  | 8   | 84  | 4  | 91,7 | 2,43 |
| Clint Windsor   | Orlando Solar Bears                               | 45 | 2546 | 23 | 17 | 3   | 118 | 2  | 91,4 | 2,78 |

## Kelly-Cup-Playoffs
| Conference-Halbfinale | Conference-Halbfinale    | Conference-Halbfinale    |    |                          | Conference-Finale | Conference-Finale | Conference-Finale |  |  | Kelly-Cup-Finale | Kelly-Cup-Finale | Kelly-Cup-Finale |
|                       |                          |                          |    |                          |                   |                   |                   |  |  |                  |                  |                  |
| E1                    | Florida Everblades       | 2                        |    |                          |                   |                   |                   |  |  |                  |                  |                  |
| E4                    | South Carolina Stingrays | 3                        |    |                          |                   |                   |                   |  |  |                  |                  |                  |
| E4                    | South Carolina Stingrays | 3                        | E4 | South Carolina Stingrays | 3                 |                   |                   |  |  |                  |                  |                  |
|                       |                          |                          | E4 | South Carolina Stingrays | 3                 |                   |                   |  |  |                  |                  |                  |
|                       | E2                       | Greenville Swamp Rabbits | 1  |                          |                   |                   |                   |  |  |                  |                  |                  |
| E2                    | E2                       | Greenville Swamp Rabbits | 1  | Greenville Swamp Rabbits | 3                 |                   |                   |  |  |                  |                  |                  |
| E2                    |                          |                          |    | Greenville Swamp Rabbits | 3                 |                   |                   |  |  |                  |                  |                  |
| E3                    | Indy Fuel                | 1                        |    |                          |                   |                   |                   |  |  |                  |                  |                  |
| E3                    | Indy Fuel                | 1                        | E4 | South Carolina Stingrays | 1                 |                   |                   |  |  |                  |                  |                  |
|                       |                          |                          |    | South Carolina Stingrays | 1                 |                   |                   |  |  |                  |                  |                  |
|                       | W3                       | Fort Wayne Komets        | 3  |                          |                   |                   |                   |  |  |                  |                  |                  |
| W1                    | W3                       | Fort Wayne Komets        | 3  | Allen Americans          | 3                 |                   |                   |  |  |                  |                  |                  |
| W1                    |                          |                          |    | Allen Americans          | 3                 |                   |                   |  |  |                  |                  |                  |
| W4                    | Utah Grizzlies           | 0                        |    |                          |                   |                   |                   |  |  |                  |                  |                  |
| W4                    | Utah Grizzlies           | 0                        | W1 | Allen Americans          | 1                 |                   |                   |  |  |                  |                  |                  |
|                       |                          |                          | W1 | Allen Americans          | 1                 |                   |                   |  |  |                  |                  |                  |
|                       | W3                       | Fort Wayne Komets        | 3  |                          |                   |                   |                   |  |  |                  |                  |                  |
| W2                    | W3                       | Fort Wayne Komets        | 3  | Wichita Thunder          | 2                 |                   |                   |  |  |                  |                  |                  |
| W2                    |                          |                          |    | Wichita Thunder          | 2                 |                   |                   |  |  |                  |                  |                  |
| W3                    | Fort Wayne Komets        | 3                        |    |                          |                   |                   |                   |  |  |                  |                  |                  |

### Kelly-Cup-Sieger
| Kelly-Cup-Sieger Fort Wayne Komets | Morgan Adams-Moisan, Nick Boka, Matthew Boudens, Mathieu Brodeur, Oliver Cooper, Dylan Ferguson, Olivier Galipeau, Randy Gazzola, Stephen Harper, Brandon Hawkins, A. J. Jenks, Justin Kapelmaster, Jackson Leef, Alan Łyszczarczyk, Marcus McIvor, Matt Murphy, Anthony Nellis, Anthony Petruzzelli, Zach Pochiro, Marco Roy, Blake Siebenaler, Shawn Szydlowski, Justin Vaive Cheftrainer: Ben Boudreau |

## Auszeichnungen

### Vergebene Trophäen
| Auszeichnung                                                                   | Spieler                  | Team                     |
| ------------------------------------------------------------------------------ | ------------------------ | ------------------------ |
| John Brophy Award Bester Trainer                                               | Bruce Ramsay             | Wichita Thunder          |
| ECHL Most Valuable Player Bester Spieler der regulären Saison                  | Anthony Beauregard       | Wichita Thunder          |
| Kelly Cup Playoffs Most Valuable Player Bester Spieler der Playoffs            | Stephen Harper           | Fort Wayne Komets        |
| ECHL Rookie of the Year Bester Rookie der regulären Saison                     | Matthew Boucher          | Utah Grizzlies           |
| ECHL Goaltender of the Year Bester Torwart der regulären Saison                | Jake Hildebrand          | Florida Everblades       |
| ECHL Defenseman of the Year Bester Verteidiger der regulären Saison            | Les Lancaster            | Allen Americans          |
| ECHL Leading Scorer Bester Scorer der regulären Saison                         | Aaron Luchuk             | Orlando Solar Bears      |
| ECHL Plus Performer Award Spieler mit der besten Plus/Minus-Bilanz             | John McCarron            | Florida Everblades       |
| ECHL Sportsmanship Award Hoher sportlicher Standard und vorbildliches Benehmen | Aaron Luchuk             | Orlando Solar Bears      |
| ECHL General Manager of the Year Award Bester General Manager der Saison       | Bruce Ramsay             | Wichita Thunder          |
| Kelly Cup Gewinner der ECHL-Playoffs                                           | Fort Wayne Komets        | Fort Wayne Komets        |
| Henry Brabham Cup Bestes Team der regulären Saison                             | Florida Everblades       | Florida Everblades       |
| E. A. „Bud“ Gingher Memorial Trophy Bestes Team der Eastern Conference         | South Carolina Stingrays | South Carolina Stingrays |
| Bruce Taylor Trophy Bestes Team der Western Conference                         | Fort Wayne Komets        | Fort Wayne Komets        |

### All-Star-Teams
| First All-Star Team | First All-Star Team                               |
| ------------------- | ------------------------------------------------- |
| Angriff:            | Anthony Beauregard – Aaron Luchuk – John McCarron |
| Verteidigung:       | Samuel Jardine – Les Lancaster                    |
| Tor:                | Jake Hildebrand                                   |

| Second All-Star Team | Second All-Star Team                          |
| -------------------- | --------------------------------------------- |
| Angriff:             | Tyler Coulter – Peter Quenneville – Cole Ully |
| Verteidigung:        | Matt Register – Dean Stewart                  |
| Tor:                 | Evan Buitenhuis                               |

| All-Rookie Team | All-Rookie Team                                 |
| --------------- | ----------------------------------------------- |
| Angriff:        | Matthew Boucher – Jay Dickman – Joseph Garreffa |
| Verteidigung:   | Ben Finkelstein – Dean Stewart                  |
| Tor:            | Evan Weninger                                   |